# نيكول بيج
نيكول بيج (بالإنجليزية: Nicole Begg)‏ هي لاعبة كرة قدم أسترالية، ولدت في 15 ديسمبر 1991 في Wahroonga ‏ في أستراليا. لعبت مع كانبيرا يونايتد.